# 아이라역
아이라역(일본어: 姶良駅)은 일본 가고시마현 아이라시에 있는 규슈 여객철도 닛포 본선의 역이다. 단선 · 섬식의 형태를 합친 복합 구조의 철도 역사이다.

## 이용 현황
| 연도     | 하루 평균 승차 인원 | 연도     | 하루 평균 승차 인원 |
| 2004년도 | 2,093명             | 2007년도 | 1,969명             |
| 2005년도 | 2,084명             | 2008년도 | 1,992명             |
| 2006년도 | 2,007명             | 2009년도 | 2,023명             |
| -------- | ------------------- | -------- | ------------------- |

## 역 주변
- 가고시마 건축전문학교
- 국도 제10호선

## 역사
- 1988년 1월 30일 : 착공.
- 1988년 3월 13일 : 규슈 여객철도에 의해 영업개시.
- 1989년 12월 1일 : 보통역으로 하여, 초대 역장 취임.

## 인접 정차역
| 닛포 본선        | 닛포 본선   | 닛포 본선                  |
| ---------------- | ----------- | -------------------------- |
| 조사 고쿠라 방면 | ■ 닛포 본선 | 시게토미 가고시마추오 방면 |